# 九龍巴士N216線
九龍巴士N216線是香港一條來往油塘至紅磡站的通宵巴士路線，途經藍田（碧雲道）、秀茂坪、四順、彩雲邨、牛池灣、新蒲崗（彩虹道）、九龍城、旺角、油麻地及尖沙咀，是全港唯一一條只於九龍區內服務的通宵巴士路線。

## 歷史
- 1994年7月11日：投入服務，當時稱為216S，來往藍田廣田邨及九龍車站。
- 1996年5月1日：配合編號重組改稱N216。
- 1996年12月16日：路線延長至油塘，與N293設立轉乘優惠。
- 2002年3月18日：加經彩虹道。
- 2015年6月27日：增設到站時間預報。[5]
- 2019年8月3日：隨著彩虹道遊樂場附近道路工程完成，該路線往太子道東方向恢復停「彩虹道遊樂場」站，不停「黃大仙警署」站。[6]
- 2021年7月12日：削減班次至20-25分鐘一班。[7]
- 2024年2月26日：往紅磡站之頭班車時間延遲至00:05。[8]
- 2024年3月18日：往油塘方向取消彌敦道「文明里」站，增停彌敦道「碧街」、亞皆老街「嘉道理道」、「醫院管理局」、「播道醫院」及清水灣道「牛池灣街市」站。[9]

## 服務時間（詳細班次）
| 每日油塘開 | 每日油塘開 | 每日油塘開 | 每日油塘開 |
| ---------- | ---------- | ---------- | ---------- |
| 00:05      | 00:35      | 01:05      | 01:35      |
| 02:05      | 02:35      | 03:05      | 03:35      |
| 04:00      | 04:25      | 04:50      | 05:15      |
| 05:40      |            |            |            |

| 每日紅磡站開 | 每日紅磡站開 | 每日紅磡站開 | 每日紅磡站開 |
| ------------ | ------------ | ------------ | ------------ |
| 00:00        | 00:30        | 01:00        | 01:30        |
| 02:00        | 02:25        | 02:50        | 03:20        |
| 03:50        | 04:20        | 04:50        | 05:20        |

## 收費
全程：$14.8
油塘開
| 落車站＼上車站 | 侯王道 或之前 | 紅磡站 或之前 |
| -------------- | ------------- | ------------- |
| 油塘起         | $9.4^         | $14.8         |
| 侯王道起       | 不適用        | $9.4          |

紅磡站開
| 落車站＼上車站 | 富豪東方酒店 或之前 | 油塘 或之前 |
| -------------- | ------------------- | ----------- |
| 紅磡站起       | $9.4^               | $14.8       |
| 富豪東方酒店起 | 不適用              | $9.4        |

| - 本線設有12歲以下小童及65歲或以上長者半價優惠。 - 65歲或以上香港居民使用「樂悠咭」，以及12歲以下合資格殘疾兒童使用「殘疾人士身份」個人八達通繳付車資，均可享有每程$2.0或半價（以較低者為準）的票價優惠；12至64歲合資格殘疾人士使用「殘疾人士身份」個人八達通（包括「樂悠咭」），以及60至64歲香港居民使用「樂悠咭」繳付車資，均可享有每程$2.0或全費（以較低者為準）的票價優惠。 - 65歲或以上長者如使用長者或一般個人八達通繳付車資，則只可享有半價優惠；12至64歲合資格殘疾人士如不使用「殘疾人士身份」個人八達通，以及60至64歲人士如不使用「樂悠咭」繳付車資，必須繳付全費。 - 乘客可以現金或八達通於上車時付款，不設找續。 - 每位成人乘客可免費攜帶最多兩名4歲以下而不佔座位的兒童乘客乘車，超額之4歲以下小童必須繳付小童車費乘車。 - 持有「九巴月票」之乘客在車票有效期內，每日可享最多10程任何九龍巴士及龍運巴士路線（包括本路線，以及聯營路線的九龍巴士／龍運巴士提供的班次；惟乘搭機場「A」及「NA」線則可享原價二七折優惠（不會計算每天10次合資格車程））；而B1線則每日可享最多各2程（不會計算每天10次合資格車程）。 - 九龍巴士、城巴、龍運巴士及陽光巴士全職員工及家屬（不包括外判職員）可免費乘搭本路線，惟必須拍職員或職員家屬八達通。 - 乘客亦可透過多元化電子支付系統（e度嘟）繳付車資，包括使用非接觸式VISA卡、JCB卡、萬事達卡、銀聯卡、美國運通、大來國際、Discover Card、Apple Pay、Google Pay、Samsung Pay、AlipayHK「易乘碼」、支付寶、WeChatHK／微信支付「搭車碼」、銀聯雲閃付「乘車碼」及BOC Pay「乘車碼」。乘客使用此付款方式，使用此支付方式的乘客可享有中途下車之分段收費，以及與其他九巴／龍運獨營路線或聯營線九巴／龍運班次之轉乘優惠，惟不適用於與非九巴／龍運路線之轉乘優惠，亦不能享有「公共交通費用補貼計劃」及「長者及合資格殘疾人士公共交通票價優惠計劃」。 - 帶^者為雙向分段收費，乘客必須使用八達通，並於下車前再次確認八達通，方可享有分段收費優惠。 |

### 轉乘優惠
乘客從本線轉乘N293線，或從N293線轉乘本線，車資如下：
油塘←→旺角，總車資$13.4
- N216往紅磡站 → N293往旺角（柏景灣），於太子道西「候王道」站轉乘
- N293往尚德 → N216往油塘，於亞皆老街「亞皆老街球場」站轉乘

油塘←→寶達，總車資$12.7，於太子道西「候王道」站步行往亞皆老街「亞皆老街球場」站轉乘
- N216往紅磡站 → N293往尚德
- N293往旺角（柏景灣） → N216往油塘

油塘←→將軍澳，總車資$16，於太子道西「候王道」站步行往亞皆老街「亞皆老街球場」站轉乘
- N216往紅磡站 → N293往尚德
- N293往旺角（柏景灣）→ N216往油塘

紅磡←→寶達，總車資$12.7，於亞皆老街「亞皆老街球場」站轉乘
- N216往油塘 → N293往尚德
- N293往旺角（柏景灣） → N216往紅磡站

荃灣→油塘，次程車資全免，於「白虹樓」站轉乘
- N290往康城站 → N216往油塘

注意：
1. 使用八達通的乘客，於九龍城轉車站落車時以八達通卡繳費，轉車後，於次程落車時再將八達通卡確認一次，即可享受以上優惠車費，轉乘時限為120分鐘。
2. 以上所有轉乘，必須以八達通繳付車資方可享有優惠。

## 使用車輛
本線主要使用富豪B8L（V6B）、富豪B9TL（AVBWU）及Enviro 500 MMC（ATENU）巴士行走。

## 行車路線
油塘開經：高超道、碧雲道、連德道、秀茂坪道、曉光街、秀明道、秀茂坪道、順安道、順天巴士總站、利安道、新清水灣道、清水灣道、龍翔道、彩虹道、太子道東、太子道西、彌敦道、梳士巴利道、漆咸道南、暢運道及安運道。
紅磡站開經：暢運道、漆咸道南、梳士巴利道、彌敦道、亞皆老街、新填地街、旺角道、西洋菜南街、亞皆老街、太子道東、彩虹道、彩虹邨通道、清水灣道、新清水灣道、順清街、順景街、利安道、順安道、秀茂坪道、秀明道、曉光街、秀茂坪道、連德道、碧雲道、高超道、欣榮街、茶果嶺道及高超道。

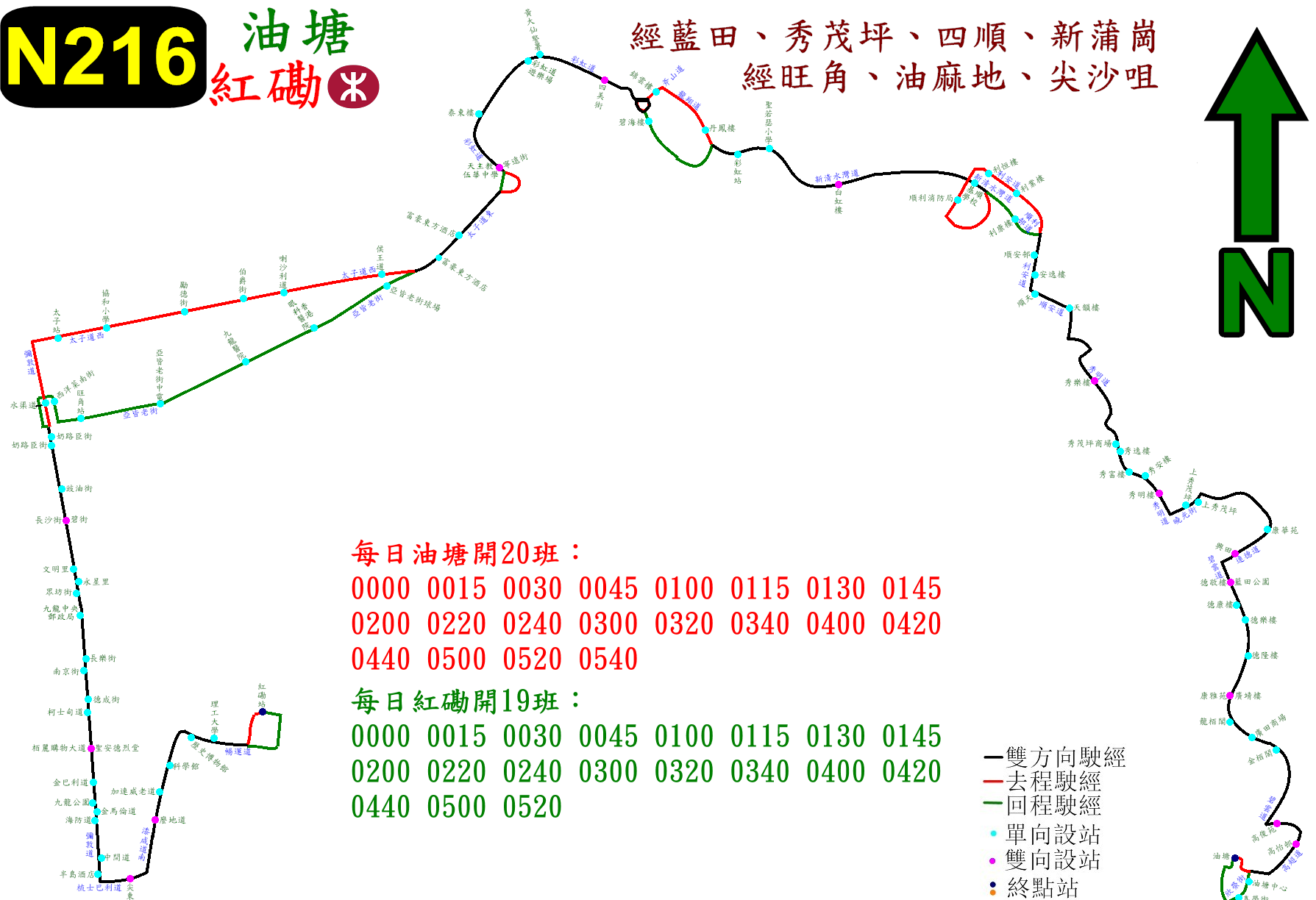
N216的走線圖

具體停站請參考資訊框